# Jama Milarepe
Jama Milarepe ali Namkading jama je jama, v kateri je veliki budistični asketski Milarepa preživel 24 let svojega življenja, preživel v enajstem stoletju, ki se nahaja 11 km severno od mesta Nyalam v Tibetu.
Legenda pravi, da se je Milarepa odrekel vsem luksuzom in postal enklava v jami, da bi izvajal koncentracijo in meditacijo. Več let je jedel zelišča iz bližine, ki so jih prinesli njegovi učenci. Meditacijo je izpopolnil, dokler ni dosegel ravni zavesti, ki mu je omogočilo čudežno delovanje. Najbolj čudovito od čarobnih dejstev, ki mu pripadajo, je dviganje strehe njegove jame in dela gora Tare, ki ga potiska brez pomoči, razen moči njegovih rok. Zapustil je dve nogi vtisnjeni na skalo in spoznal izjemno redko dejstvo mavričnega telesa.
Jama je ohranjena kot svetišče dveh menihov. Restavracijska dela znotraj jame in samostana so izvajali umetniki in obrtniki iz Nepala, ki jih je kitajska vlada financirala v sedemdesetih letih dvajsetega stoletja.
Obstaja tudi jama, povezana z Milarepo v Nepalu pri Annapurni, približno 4000 metrov zunaj Mananga. Menijo, da je bila ta nepalska jama rezidenca Milarepe med bivanjem v severnem Nepalu